# Mesoplia rufipes
Mesoplia rufipes là một loài Hymenoptera trong họ Apidae. Loài này được Perty mô tả khoa học năm 1833.